# Bonnie Lee
Bonnie Lee, geboren als Jessie Lee Frealls (Bunkie, 11 juni 1931 – Chicago, 7 september 2006), was een Amerikaanse blueszangeres, die bekend staat als 'The Sweetheart of the Blues'. Ze wordt het best herinnerd vanwege haar langdurige werkrelaties met Sunnyland Slim en Willie Kent. David Whiteis, die Lee interviewde bij het onderzoek naar zijn boek Chicago Blues: Portraits and Stories, verklaarde: Ze was een van de laatste van haar genre, de blueszangeres met een grootse stem tegenover een Chicago-band.

## Biografie
Bonnie Lee groeide op in Beaumont (Texas). Als kind leerde ze piano spelen. Haar moeder weigerde om haar de gospelzangeres Lillian Glinn te laten begeleidden op tournee. Ze toerde later met de beroemde Georgia Minstrels en ontmoette Clarence 'Gatemouth' Brown en Big Mama Thornton.
In 1958 verhuisde ze naar Chicago en koos ze de artiestennaam Bonnie Lee, zowel als danseres alsook als zangeres. Twee jaar later tekende ze een platencontract bij Ebony Records van J. Mayo Williams. Williams stond erop haar uit te brengen als Bonnie 'Bombshell' Lane op haar eerste single Sad and Evil Woman. Ze hield niet van de naam. Nadat de single niet werd verkocht, keerde ze terug naar jazz- en blues-nachtclubs in Chicago. Ze werd later uitgebracht als Bonnie Lee Murray, op dat moment met de achternaam van haar echtgenoot.
In 1967 verscheen Lee voor het eerst op een affiche met de pianist Sunnyland Slim en hun werkarrangement omvatte residenties in verschillende clubs in Chicago. Aan het einde van de jaren 1970 nam ze verdere singles op, uitgebracht door Airway Records (eigendom van Slim Records). Ze leed toen aan een slechte gezondheid maar genoot toen een lang professioneel partnerschap met Willie Kent. Gesteund door Willie Kent & the Gents, werd ze jarenlang een vaste artieste bij B.L.U.E.S., een bekende bluesclub in Chicago. Daar zong ze haar meest beroemde nummers I'm Good en Need Your Love So Bad.
In 1982 toerde ze door Europa met Zora Young en Big Time Sarah als Blues with the Girls en namen ze een album op in Parijs. In 1992 trad Lee op op Magic Slim's album 44 Blues met John Primer. Haar album Sweetheart of the Blues werd uitgebracht onder haar eigen naam door Delmark Records in 1995 en drie jaar later werd de andere collectie I'm Good uitgegeven.

## Overlijden
Bonnie Lee overleed in september 2006 op 75-jarige leeftijd, na jaren van slechte gezondheid.

## Discografie
- 1995:	Sweetheart of the Blues (Delmark Records)
- 1998:	I'm Good: Chicago Blues Session, Volume 7 (Wolf Records)

- Gemeinsame Normdatei: 112981906X
- International Standard Name Identifier: 0000 0000 4594 2609
- Library of Congress Control Number: no98109212
- MusicBrainz: 60a7b239-fa5c-4720-af54-20383adb8313
- Virtual International Authority File: 26687751
- WorldCat: E39PBJd3QkC3RWb3fcPcf886Kd